# Кекурный (вулкан)
Кекурный — щитовой вулкан в России, на Камчатке. Вулкан располагается в центральной части Анаунского района, к северо-западу от вулкана Бунанья. Его абсолютная высота 1277 метров, диаметр 10 км, а площадь 45 км². От вулкана берут начало реки Правый Балыгинган, Средний Янпат и другие. На склонах находятся озёра Пектенпект и Перевальное. Назван Н. В. Огородовым и Н. Н. Кожемякой.